# FIH Pro League (hokej na trawie)
FIH Pro League - rozgrywki ligowe w hokeju na trawie organizowane przez FIH w których udział biorą najwyżej notowane na świecie drużyny narodowe. Pierwsza edycja zarówno wśród kobiet jak i mężczyzn odbyła się w 2019 roku, a rok wcześniej po raz ostatni rozegrano Champions Trophy.

## Zwycięzcy

### Mężczyźni
| Sezon   | I miejsce | II miejsce      | III miejsce     | Źródło |
| ------- | --------- | --------------- | --------------- | ------ |
| 2019    | Australia | Belgia          | Holandia        | [ 3 ]  |
| 2020/21 | Belgia    | Australia       | Niemcy          | [ 4 ]  |
| 2021/22 | Holandia  | Belgia          | Indie           | [ 5 ]  |
| 2022/23 | Holandia  | Wielka Brytania | Belgia          | [ 6 ]  |
| 2023/24 | Australia | Holandia        | Wielka Brytania | [ 7 ]  |
| 2024/25 | Holandia  | Belgia          | Hiszpania       | [ 8 ]  |

### Kobiety
| Sezon   | I miejsce | II miejsce | III miejsce     | Źródło |
| ------- | --------- | ---------- | --------------- | ------ |
| 2019    | Holandia  | Australia  | Niemcy          | [ 9 ]  |
| 2020/21 | Holandia  | Argantyna  | Wielka Brytania | [ 10 ] |
| 2021/22 | Argantyna | Holandia   | Indie           | [ 11 ] |
| 2022/23 | Holandia  | Argantyna  | Australia       | [ 12 ] |
| 2023/24 | Holandia  | Niemcy     | Argantyna       | [ 13 ] |
| 2024/25 | Holandia  | Argantyna  | Belgia          | [ 14 ] |